# Göpfritz an der Wild
Göpfritz an der Wild osztrák mezőváros Alsó-Ausztria Zwettli járásában. 2019 januárjában 1823 lakosa volt.

## Elhelyezkedése

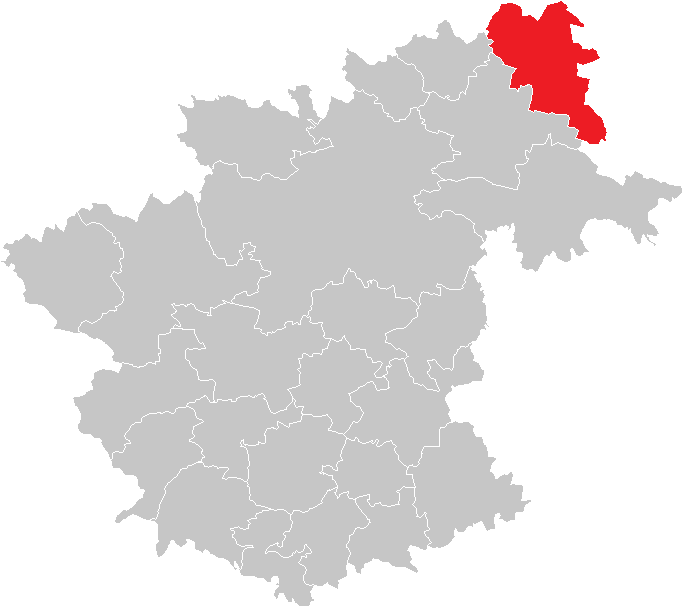
Göpfritz an der Wild a Zwettli járásban

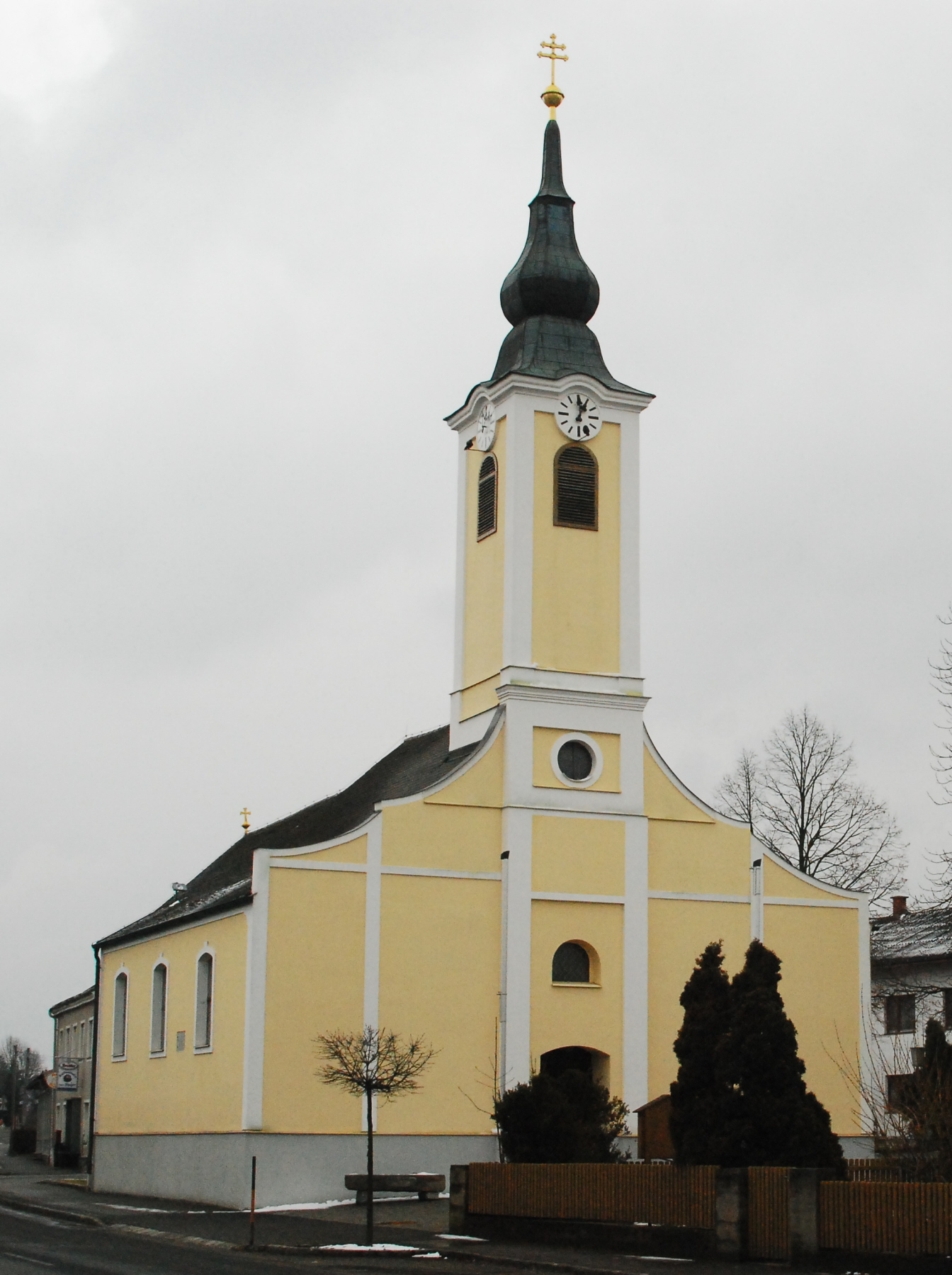
A Nepomuki Szt. János-plébániatemplom

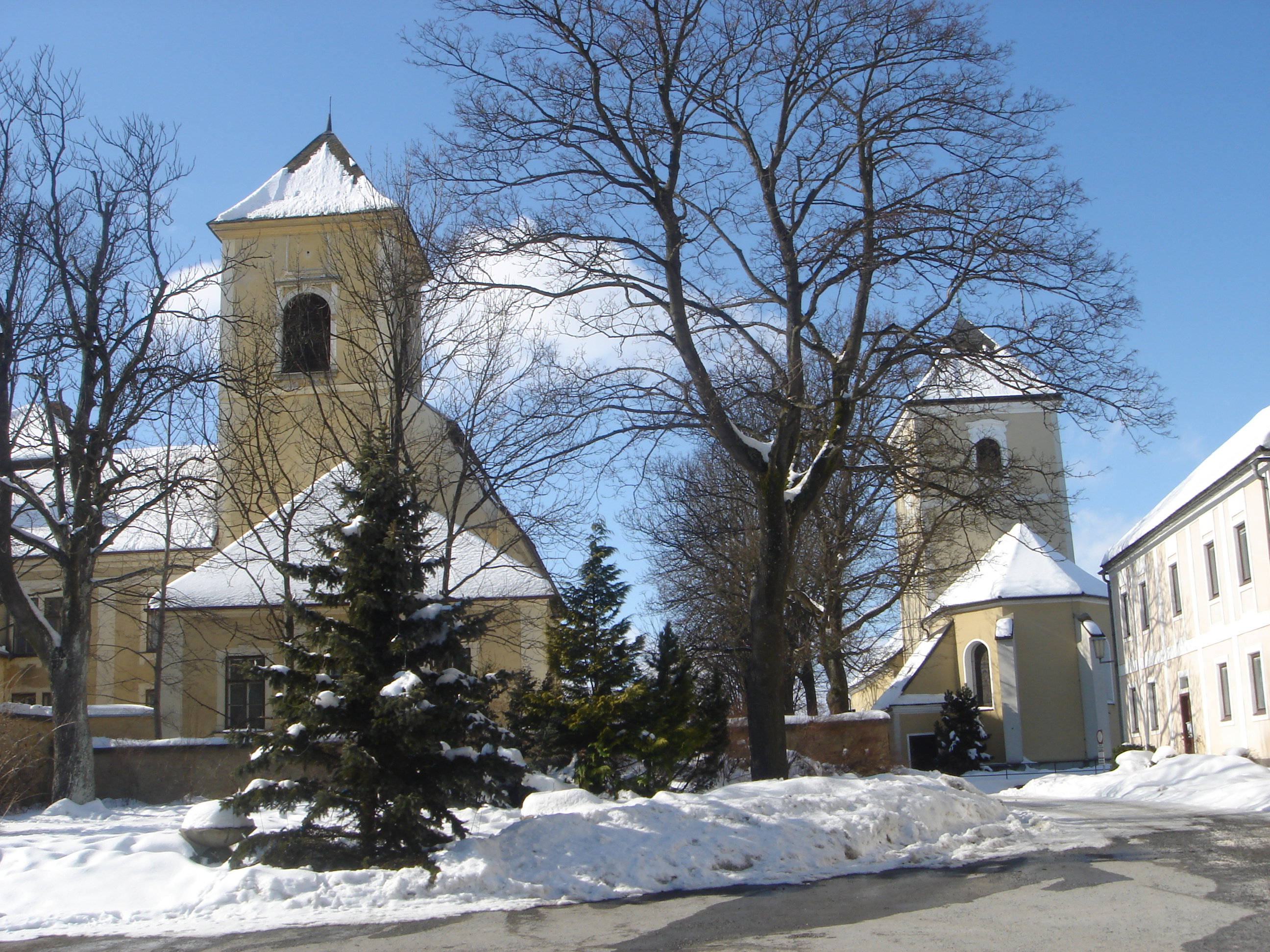
A kirchbergi kastély és a Szt. Péter és Pál-plébániatemplom

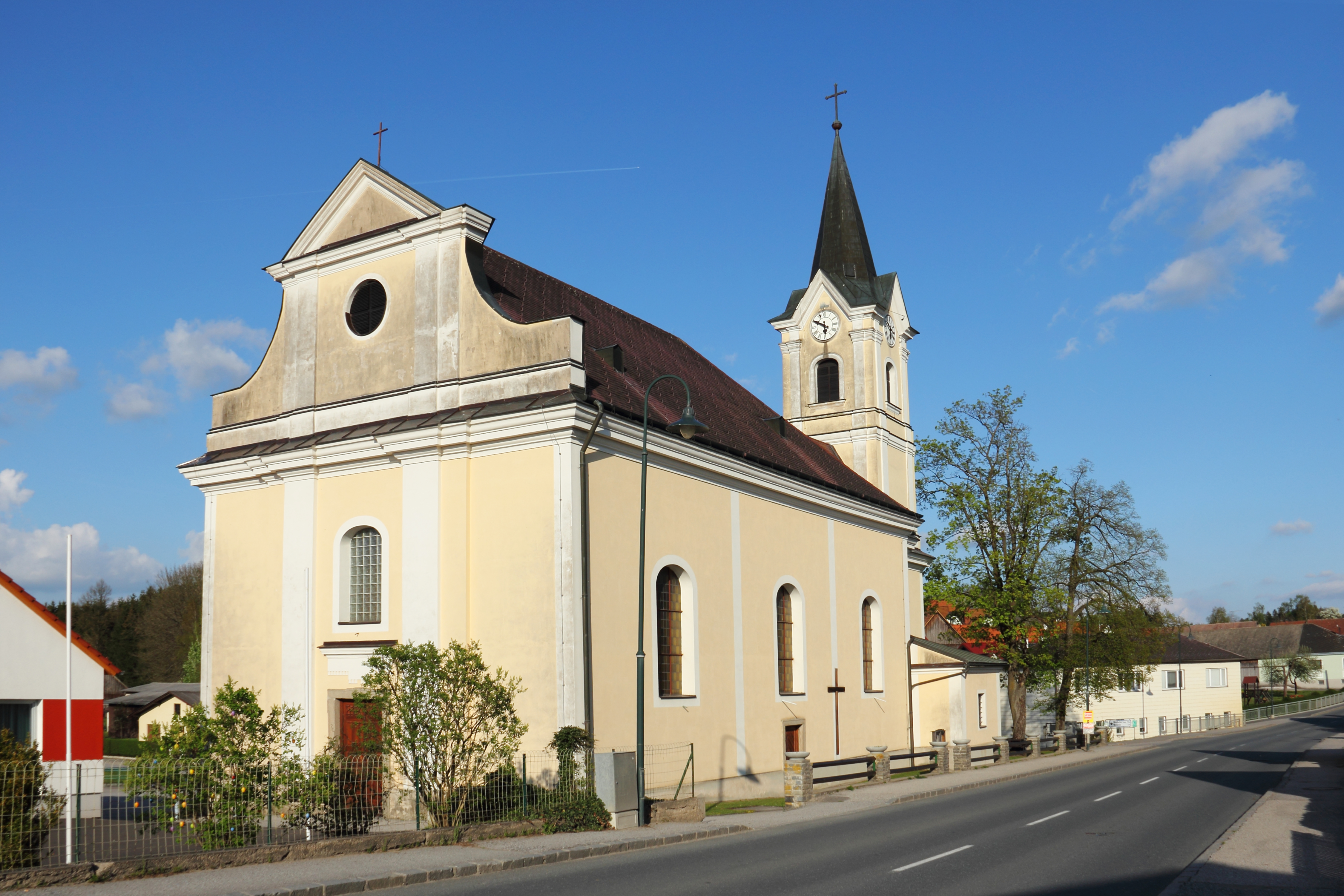
A Szt. Flórián-plébániatemplom

Göpfritz an der Wild Alsó-Ausztria Waldviertel régiójában fekszik, a Wild erdőségétől nyugatra. Területének 36,9%-a erdő. Áthalad rajta a B2 autóút és a Bécs-České Velenice közötti Ferenc József-vasútvonal.  Az önkormányzat 9 településrészt és falut egyesít: Almosen (71 lakos 2019 januárjában), Breitenfeld (179), Georgenberg (20), Göpfritz an der Wild (766), Kirchberg an der Wild (167), Merkenbrechts (162), Scheideldorf (200), Schönfeld an der Wild (137) és Weinpolz (121). A kataszteri közösségek Almosen, Äpfelgschwendt, Breitenfeld, Göpfritz an der Wild, Kirchberg an der Wild, Merkenbrechts, Scheideldorf, Schönfeld és Weinpolz.
A környező önkormányzatok: délnyugatra Allentsteig, nyugatra Schwarzenau, északra Groß-Siegharts, északkeletre Ludweis-Aigen, keletre Brunn an der Wild, délkeletre Röhrenbach.

## Története
Göpfritz helyén valószínűleg már a 11. században állt település. Első írásos említése 1308-ból származik, amikor Leutold von Kuenring egy itteni földbirtokot adományozott a zwettli apátságnak. Neve az ófelnémet Gotafried személynévből származik. 1454-ben megemlítenek egy itteni erődített házat, amely egy kis uradalom központjául szolgált. A harmincéves háború során 1645/46-ban a svéd csapatok kifosztották; Kirchbergben még tíz évvel később is 28 elhagyott házat számoltak össze. 1682-ben a Mallenthein grófok vásárolták meg Göpfritzt. 1723-ban, egy évvel az alsó-ausztriai posta államosítása után a Bécs-Maissau-Horn-Göpfritz-Csehország postaútvonalat kibővítették. 1732 után a település tulajdonosai gyakran változtak. A hosszú, kétszintes kastély a 18. század végén épült.
A napóleoni háborúk során 1809-ben a vesztes regensburgi csata után I. Ferenc visszavonultában a göpfritzi kastélyban szállt meg egy éjszakára. A császár itt vette hírét Bécs elfoglalásának. 1809 júliusa és decembere között francia csapatokat szállásoltak el Göpfritzben és a szomszédos falvakban. 1868-ban megkezdték a Ferenc József-vasút (Franz-Josefs-Bahn) építését; elkészülte után 1870-től a postakocsiszolgálat a korábbi postaúton megszűnt. 1895-ben elkészült a Göpfritz-Siegharts szárnyvonal. 1891-ben 70 ezer főt mozgató hadgyakorlatot tartottak a térségben, amelynek tábornoki karát Göpfritzben szállásolták el. A hadgyakorlatot II. Vilmos német császár is megtekintette.
A kastély 1919-ben a domonkos rend nővéreihez került, akik kolostort rendeztek be benne. Az apácák 1920-tól óvodát, 1923-tól háztartási iskolát működtettek. 1929-ben Göpfritzet mezővárosi rangra emelték, ekkor kapta címerét is.

## Lakosság
A Göpfritz an der Wild-i önkormányzat területén 2019 januárjában 1823 fő élt. A lakosságszám 1923-ban még meghaladta a 2900-at, azóta csökkenő tendenciát mutat. 2016-ban a helybeliek 96,9%-a volt osztrák állampolgár; a külföldiek közül 0,1% a régi (2004 előtti), 1% az új EU-tagállamokból érkezett. 0,2% a volt Jugoszlávia (Szlovénia és Horvátország nélkül) vagy Törökország, 1,8% egyéb országok polgára. 2001-ben a lakosok 96,1%-a római katolikusnak, 2% pedig felekezeten kívülinek vallotta magát.
A lakosság számának változása:
| Lakosok száma | 1797 | 1856 | 1826 |
|               | 2005 | 2016 | 2018 |

## Látnivalók
- a göpfritzi kastély (ma városháza)
- a kirchbergi kastély
- a Nepomuki Szt. János-plébániatemplom
- Kirchberg Szt. Péter és Pál-plébániatemploma
- Scheideldorf Szt. Flórián-plébániatemploma
- az 1724-ben emelt Mária-oszlop

## Fordítás
- Ez a szócikk részben vagy egészben  a   Göpfritz an der Wild című német Wikipédia-szócikk ezen változatának fordításán alapul.  Az eredeti cikk szerkesztőit annak laptörténete sorolja fel. Ez a jelzés csupán a megfogalmazás eredetét és a szerzői jogokat jelzi, nem szolgál a cikkben szereplő információk forrásmegjelöléseként.